# آندریا گاولیا
آندریا گاولیا (انگلیسی: Andrea Gaveglia؛ زادهٔ ۱۲ آوریل ۱۹۸۴) بازیکن فوتبال اهل ایتالیا است.
از باشگاه‌هایی که در آن بازی کرده‌است می‌توان به باشگاه فوتبال آولینو، باشگاه فوتبال ناپولی، و باشگاه فوتبال مسینا اشاره کرد.